# Air Crew Europe Star
De Air Crew Europe Star was een Britse onderscheiding uitgereikt aan RAF-vliegers die gedurende de Tweede Wereldoorlog tussen 3 september 1939 en 4 juni 1944 voor een periode van minimaal twee maanden in actieve dienst zijn geweest en minimaal één operationele vlucht boven Europa hebben gemaakt. Vliegers die gedurende een vlucht gewond raakten, ontvingen de ster eveneens.

## Gevangenen
Vliegers die gevangen waren genomen ontvingen de onderscheiding alleen als ze eerder de 1939-1945 Campaign Star hadden ontvangen.